# Partamona pearsoni
Partamona pearsoni är en biart som först beskrevs av Schwarz 1938.  Partamona pearsoni ingår i släktet Partamona och familjen långtungebin. Inga underarter finns listade i Catalogue of Life.